# Марг, Харальд
Ха́ральд Марг (нем. Harald Marg; 26 сентября 1954, Магдебург) — немецкий гребец-байдарочник, выступал за сборную ГДР в период 1973—1983 годов. Чемпион летних Олимпийских игр в Москве, шестикратный чемпион мира, победитель многих регат национального и международного значения.

## Биография
Харальд Марг родился 26 сентября 1954 года в городе Магдебурге. Активно заниматься греблей начал в возрасте одиннадцати лет, проходил подготовку в местном одноимённом спортивном клубе «Магдебург».
Первого серьёзного успеха на взрослом международном уровне добился в 1973 году, когда впервые попал в основной состав национальной сборной ГДР и побывал на чемпионате мира в финском Тампере, откуда привёз награду бронзового достоинства, выигранную в зачёте четырёхместных байдарок на дистанции 1000 метров.
В 1975 году Марг выступил на чемпионате мира в югославском Белграде и получил там серебряные медали в двойках на пятистах метрах и в четвёрках на тысяче метрах. Три года спустя на аналогичных соревнованиях в том же Белграде сделал золотой дубль, стал чемпионом сразу в двух дисциплинах: в четвёрках на километровой и полукилометровой дистанциях. Ещё через год на домашнем мировом первенстве в Дуйсбурге повторил прошлогодние достижение, защитил оба своих чемпионских титула. Благодаря череде удачных выступлений удостоился права защищать честь страны на летних Олимпийских играх 1980 года в Москве — в составе четырёхместного экипажа, куда также вошли гребцы Рюдигер Хельм, Бернд Дювиньо и Бернд Ольбрихт, обогнал на километре всех соперников и получил золото.
После московской Олимпиады Харальд Марг остался в основном составе национальной сборной ГДР и продолжил принимать участие в крупнейших международных регатах. Так, в 1981 году он выступил на чемпионате мира в английском Ноттингеме, в четвёрках взял бронзу на пятистах метрах и золото на тысяче. В следующем сезоне на мировом первенстве в Белграде добавил в послужной список две серебряные награды, добытые в тех же дисциплинах. На первенстве мира 1983 года в Тампере получил серебряную медаль в километровой гонке четырёхместных байдарок и золотую в полукилометровой, став таким образом шестикратным чемпионом мира.
За выдающиеся спортивные достижения награждён серебряным орденом «За заслуги перед Отечеством» (1980).